# Eriostemon virgatus
Eriostemon virgatus là một loài thực vật có hoa trong họ Cửu lý hương. Loài này được A.Cunn. ex Hook.f. mô tả khoa học đầu tiên năm 1840.